# Мігел Монтейру
Мігел Монтейру (порт. Luís Miguel Brito Garcia Monteiro; нар. 4 січня 1980, Лісабон) — португальський футболіст, що грав на позиції захисника. Відомий, зокрема, виступами за клуби «Бенфіка» та «Валенсія», а також національну збірну Португалії.

## Клубна кар'єра

### Португальський період
Мігел Монтейру розпочав свою футбольну кар'єру в місцевому клубі «Ештрела», граючи там на позиції атакуючого півзахисника. 30 квітня 1999 року він дебютував у першій команді, відігравши 17 хвилин у програному «Боавішті» виїзному матчі 1-2.
Влітку 2000 року перейшов до «Бенфіка», де почав грати на позиції правого півзахисника, а потім, з подачі тимчасового виконуючого обов'язки тренера «Бенфіки» Фернанду Шалани, і правого захисника. Саме гра на позиції захисника принесла йому міжнародне визнання. В сезоні 2004-05 він провів в чемпіонаті 22 гри та забив 2 голи, а його команда здобула титул чемпіонів Португалії вперше за 11 років.

### Валенсія
В серпні 2005 року Мігел приєднався до «Валенсії» за €7.5 мільйонів відступних. В «Валенсії» він став беззаперечним гравцем основи і у вересні 2007-го подовжив свій контракт з клубом на 5 років. За цей час додав до переліку своїх трофеїв титул володаря Кубка Іспанії з футболу, у фіналі турніру здолавши «Хетафе» з рахунком 3-1. В сезоні 2009-10 Монтейру поступився місцем в основі Бруно, але все-таки провів 25 матчів в чемпіонаті. Завершив професійну кар'єру футболіста виступами за команду «Валенсія» у 2012 році.

## Виступи за збірні
2003 року дебютував в офіційних матчах у складі національної збірної Португалії. Протягом кар'єри у національній команді, яка тривала 8 років, провів у формі головної команди країни 59 матчів, забивши 1 гол.
У складі збірної був учасником чемпіонату Європи 2004 року у Португалії, де разом з командою здобув «срібло», чемпіонату світу 2006 року у Німеччині, чемпіонату Європи 2008 року в Австрії та Швейцарії, чемпіонату світу 2010 року у ПАР.

## Титули і досягнення

### Клуби
«Бенфіка»
- Чемпіонат Португалії
  - Чемпіон (1): 2004–05
- Кубок Португалії
  - Володар (1): 2003–04
  - Фіналіст (1): 2004–05
- Суперкубок Португалії
  - Володар (1): 2005

 «Валенсія»
- Кубок Іспанії
  - Володар (1): 2007–08

### Збірна
- Чемпіонат Європи
  - Срібний призер (1): 2004
- Чемпіон Європи (U-18): 1999